# 碎奚
碎奚（330年—371年），或稱辟奚，為4－6世紀建立之吐谷渾第四任統治者，他為葉延长子，承襲葉延擔任首領，在位期間為352年-371年。
351年，其父葉延去世，碎奚即位。371年，前秦苻坚击败仇池（今甘肃西和西南）杨纂，他害怕于是向前秦献马五千匹，金银五百斤。苻坚任命他为安远将军、漒川侯。他性情仁厚，三个弟弟专横，被长史钟恶地杀死，碎奚忧思成疾，以子視連为世子，摄政事，不久碎奚去世。
| 前任： 葉延 | 吐谷渾首領 在位期間352年-371年 | 繼任： 視連 |